# قلعة كامبو مايور
قلعة كامبو مايور (بالبرتغالية: Castelo de Campo Maior) هي قلعة من العصور الوسطى تقع في أبرشية كامبو مايور، في بلدية كامبو مايور، محافظة بورتاليغري، البرتغال.

## التاريخ
بُنيت القلعة خلال العصور الوسطى في موقع استراتيجي بالقرب من الحدود بين البرتغال وإسبانيا، وقد لعبت دوراً مهماً في الدفاع الوطني، لا سيما خلال النزاعات بين البلدين.
في عام 1732، وقع انفجار كبير في مستودع للذخيرة داخل القلعة، ما أدى إلى تدمير أجزاء كبيرة من المبنى ومقتل عدد كبير من السكان المحليين. تعتبر هذه الحادثة واحدة من أكثر الكوارث دموية في تاريخ البرتغال، وغالباً ما يُشار إليها باسم "الكارثة العظيمة".
في أعقاب هذا الحدث، أُعيد بناء القلعة بدعم من الملك جون الخامس، مع إضافة تحصينات جديدة وفقاً لتصميمات مستوحاة من النمط الفرنسي للمهندس العسكري فوبان.

## التراث والتصنيف
تم تصنيف القلعة كـمعلم وطني في عام 1911 من قبل الحكومة البرتغالية، مما يعكس أهميتها التاريخية والثقافية. وهي تُدار حالياً من قبل المديرية العامة للتراث الثقافي، وتُعد من أبرز الوجهات السياحية في المنطقة.

## الهندسة المعمارية
تتميز القلعة بجدران حجرية سميكة وأبراج مراقبة وأبواب محصنة، إضافة إلى شبكة من الخنادق والمواقع الدفاعية. التصميم المعماري يُظهر تداخل الأنماط القوطية والباروكية، كما تُظهر التحصينات تأثيرات أساليب فوبان في التحصين الدفاعي.

## الحادث الكبير (1732)
وقع الانفجار في 16 سبتمبر 1732، عندما ضربت صاعقة مستودعاً للبارود داخل القلعة، مما أدى إلى مقتل أكثر من 800 شخص وتدمير معظم المدينة. تم إحياء ذكرى الضحايا بلوحات تذكارية، ولا تزال هذه المأساة محفورة في ذاكرة السكان المحليين.

## الحالة الراهنة
تُعد القلعة اليوم موقعاً أثرياً مفتوحاً للعامة، حيث تستقطب الزوار المهتمين بالتاريخ العسكري والمعماري للبرتغال. وقد أُجريت عليها أعمال ترميم للحفاظ على هيكلها الأصلي ومعالمها الدفاعية.